# 22555 Joevellone
22555 Joevellone è un asteroide della fascia principale. Scoperto nel 1998, presenta un'orbita caratterizzata da un semiasse maggiore pari a 2,5639155 UA e da un'eccentricità di 0,1171918, inclinata di 5,37052° rispetto all'eclittica.